# خافيير إغناثيو ليون ميرا
خافيير إغناثيو ليون ميرا (بالإسبانية: Javier Ignacio Leon)‏ هو لاعب كرة قدم أرجنتيني، ولد في 23 مارس 1982. لعب مع إف كي أتيراو ونادي ريال بوتوسي.

## وصلات خارجية
- خافيير إغناثيو ليون ميرا على موقع قاعدة بيانات كرة القدم.إي يو (الإنجليزية)
- خافيير إغناثيو ليون ميرا على موقع Soccerway.com (الإنجليزية)